# Filarete (nome)
Filarete  è un nome proprio di persona italiano maschile.

## Varianti
- Maschili: Filoreto[2]

### Varianti in altre lingue
- Bulgaro: Филарет (Filaret)
- Catalano: Filàret[3]
- Francese: Philarète
- Greco antico: Φιλάρετος (Philaretos)[3], Φιλαρέτης (Philaretes)[2]
- Inglese: Philaret
- Latino: Philaretus
- Russo: Филарет (Filaret)
- Spagnolo: Filareto[3]
- Ucraino: Філарет (Filaret)

## Origine e diffusione
Nome di scarsissima diffusione in Italia (e qui limitato alla Calabria), ricordato principalmente per essere stato portato dal generale bizantino Filareto Bracamio e, molto più avanti, dallo scultore e architetto fiorentino Filarete (ma nel suo caso si trattava di uno pseudonimo).
Etimologicamente, si tratta di un nome di origine greca, composto da φιλος (philos, "amico") e ἀρετὴ (arete, "virtù"), col significato complessivo di "virtuoso", "che ama la virtù"; entrambi gli elementi sono ben attestati nell'onomastica greca: il primo si trova anche in Filippo, Filandro, Teofilo e via dicendo, il secondo è presente in Aretusa.

## Onomastico
L'onomastico ricorre il 6 aprile in memoria di san Filarete, abate sul monte Sant'Elia in Calabria.

## Persone

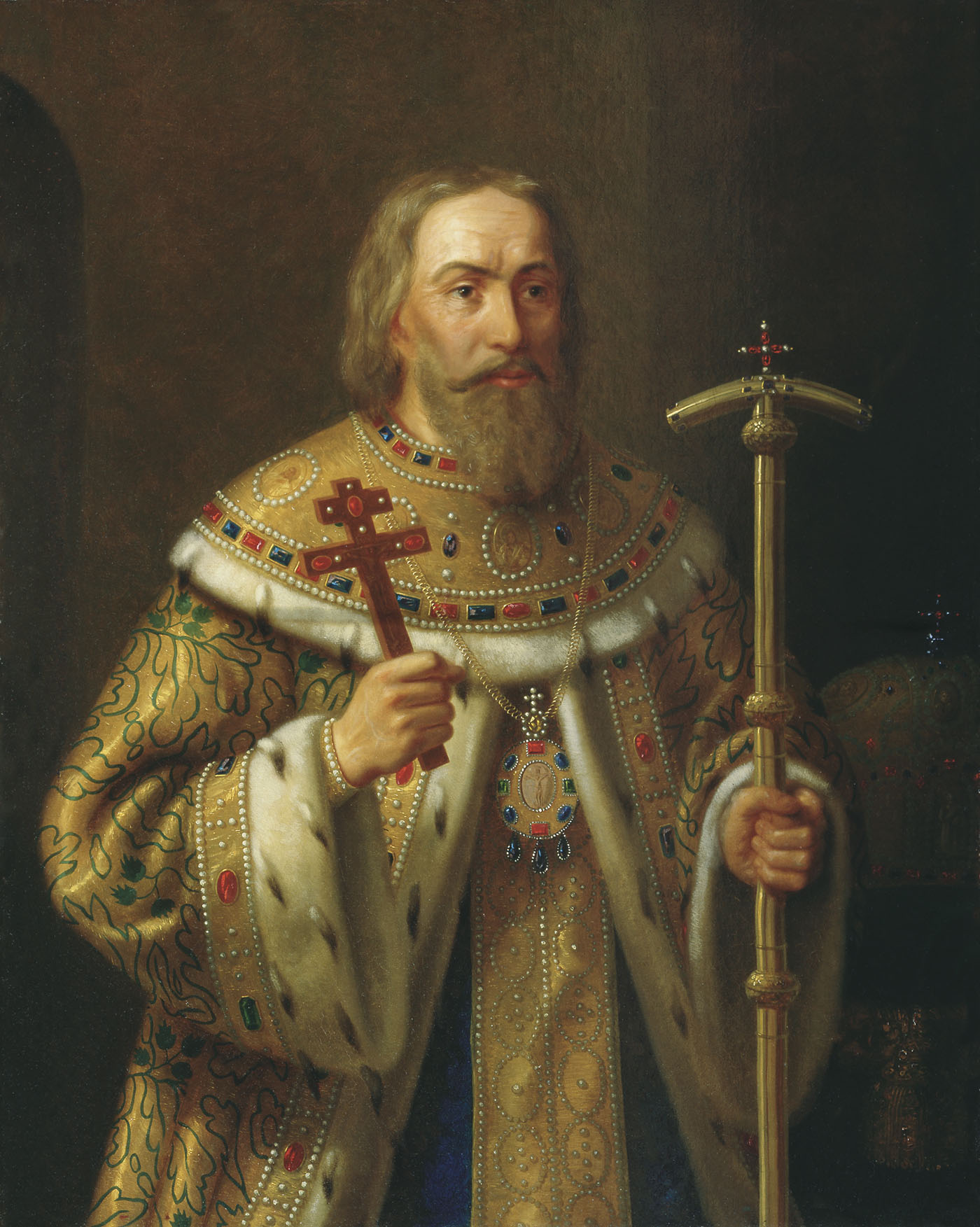
Filarete, patriarca di Mosca

- Filarete, scultore, architetto e teorico dell'architettura italiano
- Filarete, patriarca di Mosca
- Filarete, metropolita di Mosca
- Filarete di Calabria, abate bizantino
- Filarete di Kiev, arcivescovo ortodosso ucraino

### Varianti
- Filareto Bracamio, generale bizantino
- Philarète Chasles, critico letterario, giornalista e traduttore francese